# 張春明
張春明（?—）台湾人，亞洲大學副教授，保钓运动人士。

## 生平
張春明是美国佛羅里達大學電機電腦工程博士。后来他在台湾的亞洲大學任資訊多媒體應用學系（現為行動商務與多媒體應用學系）助理教授、副教授。他的主要研究专长为“影像處理、無線電通訊、網路”。
張春明还是一位保钓运动人士。2011年，他当选世界华人保钓联盟第一届监事会监事。